# Disclosure in Red
Disclosure in Red es el álbum debut de la banda de metal gótico noruega Trail of Tears, lanzado bajo la etiqueta holandesa DSFA Records, a finales de 1998. Fue producido por Hans Eidskard.
El disco contiene los tres temas publicados en su primer demo When Silence Cries...:  "Mournful Pigeon", "When Silence Cries..." y "Temptres", el cual fue lanzado en abril de 1997.  
"Once a Paradise", presente en un demo de 1996 cuando la banda se llamaba Natt, se incluyó como un bonus track en la edición japonesa del disco.

## Lista de canciones
Todas las canciones por Trail of Tears, excepto "Illusion?," por Frank Ørland.
Todas las letras por R. Thorsen y H. Michaelsen.
1. "When Silence Cries..." - 5:10
2. "The Daughters of Innocence" - 3:54
3. "The Day We Drowned" - 4:40
4. "Mournful Pigeon" - 5:00
5. "Swallowed Tears" - 4:40
6. "Illusion?" - 3:26
7. "Enigma of the Absolute" - 4:05
8. "Words of the Fly" - 2:59
9. "Temptress" - 5:19
10. "The Burden" (bonus track) - 8:05
11. "Once a Paradise" (bonos track para Japón) - 4:34
12. "Orroro" (bonus track para Japón) - 1:56

## Personal

### Trail of Tears
- Ronny Thorsen - vocales
- Helena Iren Michaelsen - vocales
- Runar Hansen - guitarra
- Terje Heiseldal - guitarra
- Kjell Rune Hagen - bajo
- Frank Roald Hagen - teclados
- Jonathan Pérez - batería

### Producción e ingeniería
- Hans Eidskard - productor
- Ivan Ole Mæland Galdal - arte cubierta
- Mezclado en el Estudio RS 29, Holanda en octubre de 1998 por Oscar Holleman y Trail of Tears.